# 福島昭英
福島 昭英（ふくしま あきひで、1944年 -　）は、長崎県佐世保市生まれ。

## 学歴
- 長崎県立佐世保南高等学校卒業。
- 長崎大学経済学部卒業。

## 職歴
- 1999年 （株）アリタインターナショナル（佐賀県有田町）代表取締役社長就任
- 2000年 （株）アリタインターナショナル（佐賀県有田町）解散
- 2000年 （株）サイトケアを設立、代表取締役社長就任
- 2002年 （株）サイトケア解散